# Kenneth E. Boulding
Kenneth Ewart Boulding (ur. 18 stycznia 1910 w Liverpoolu, zm. 18 marca 1993 w Boulder) - ekonomista oraz filozof. Współtwórca Ogólnej Teorii Systemów. Członek Religijnego Towarzystwa Przyjaciół (kwakrzy). Popierał ruch ekonomii ewolucyjnej czego wyraz dał w dziele Economic Development as an Evolutionary System. W 1949 roku otrzymał John Bates Clark Medal.

## Życiorys
Kenneth Ewart Boulding urodził się 18 stycznia 1910 roku w Liverpoolu. Ukończył studia na Uniwersytecie Oksfordzkim. Pięć lat później wyemigrował do Stanów Zjednoczonych, gdzie spędził resztę życia, początkowo jako rezydent a od 1948 roku jako obywatel. W 1941 roku poślubił Elisę Bjorn-Hansen, z którą miał pięcioro dzieci. Początkowo wykładał na University of Michigan, w 1967 roku przeniósł się University of Colorado. Został nagrodzony honorowymi doktorami ponad trzydziestu uniwersytetów. Zajmował stanowiska przewodniczącego wielu organizacji naukowych, m.in. Międzynarodowego Towarzystwa Systemów Naukowych i Amerykańskiego Towarzystwa Ekonomicznego. Zmarł 18 stycznia 1993 roku w Boulder w stanie Kolorado.

## Poglądy
Boulding z żoną byli jednymi z współtwórców międzynarodowego ruchu na rzecz pokoju. Boulding był również prekursorem systemowej analizy mającej na celu połączenie nauk przyrodniczych i społecznych. Trzecim ruchem zainicjowanym przez Bouldinga była ekonomia ewolucyjna. Wszystkie te ruchy znalazły trwałe miejsce w dyskursie akademickim. Mimo świadomości możliwości jakie daje ekonomia, był przeciwnikiem imperializmu ekonomicznego. Uważał, że wolność i sprawiedliwość nie są wartościami absolutnymi, gdyż nie można zapewnić sprawiedliwości bez jednoczesnego ograniczania wolności, w związku z czym należy szukać kompromisu między tymi wartościami. Krytykował skupianie się ekonomii na wzroście gospodarczym, bez uwzględniania wpływu procesów rozwoju na środowisko naturalne. Był aktywnym członkiem Religijnego Towarzystwa Przyjaciół, jego poglądy religijne znalazły odbicie w działalności naukowej.

## Publikacje
- 1941, Economic Analysis, Harper & Brothers.
- 1945, The Economics of Peace, Prentice Hall.
- 1945, There is a Spirit: The Nayler Sonnets, Fellowship Publications.
- 1950, A Reconstruction of Economics, J. Wiley.
- 1953, The Organizational Revolution: A Study in the Ethics of Economic Organization, Harper & Brothers.
- 1956, The Image: Knowledge in Life and Society, University of Michigan Press.
- 1958, The Skills of the Economist, Cleveland: Howard Allen.
- 1958, Principles of Economic Policy, Prentice-Hall, 1958.
- 1962, Conflict and Defence: A General Theory, Harper & Bros.
- 1964, The Meaning of the Twentieth Century: the Great Transition, Harper & Row.
- 1966 The Impact of the Social Sciences, Rutgers University Press
- 1966, “The Economics of Knowledge and the Knowledge of Economics.” American Economic Review, 16 (May): 1-13
- 1968, Beyond Economics: Essays on Society, Religion, and Ethics, (University of Michigan Press
- 1969, “The Grants Economy,” Michigan Academician (Winter)[3]
- 1970, Economics as a Science, (McGraw-Hill, 1970).
- 1970, A Primer on Social Dynamics: History as Dialectics and Development, (Free Press, 1970).
- 1971, Economics, Colorado Associated University Press, 1971.
- 1973, Political Economy, Colorado Associated University Press, 1973.
- 1973, The Economy of Love and Fear: A Preface to Grants Economics, Wadsworth.
- 1974, Toward a General Social Science, Colorado Associated University Press.
- 1975, International Systems: Peace, Conflict Resolution, and Politics, Colorado Associated University Press.
- 1975, Sonnets from the Interior Life, and Other Autobiographical Verse, Colorado Associated University Press.
- 1978, Stable Peace, University of Texas Press.
- 1978, Ecodynamics: A New Theory of Societal Evolution, Sage.
- 1980, Beasts, Ballads, and Bouldingisms: A Collection of Writings, Transaction Books.
- 1981, Evolutionary Economics, Sage
- 1981, A Preface to Grants Economics: The Economy of Love and Fear. New York: Praeger.
- 1985, Toward the Twenty-First Century: Political Economy, Social Systems, and World Peace, Colorado Associated University Press.
- 1985, Human Betterment, Sage.
- 1985, The World as a Total System, Sage.
- 1986, Mending the World: Quaker Insights on the Social Order, Pendle Hill Publications.
- 1989, Three Faces of Power, Sage.
- 1992, Towards a New Economics: Critical Essays on Ecology, Distribution, and Other Themes, Edward Elgar.
- 1993, The Structure of a Modern Economy: the United States, 1929-89, Macmillan.